# Hipolit Cegielski

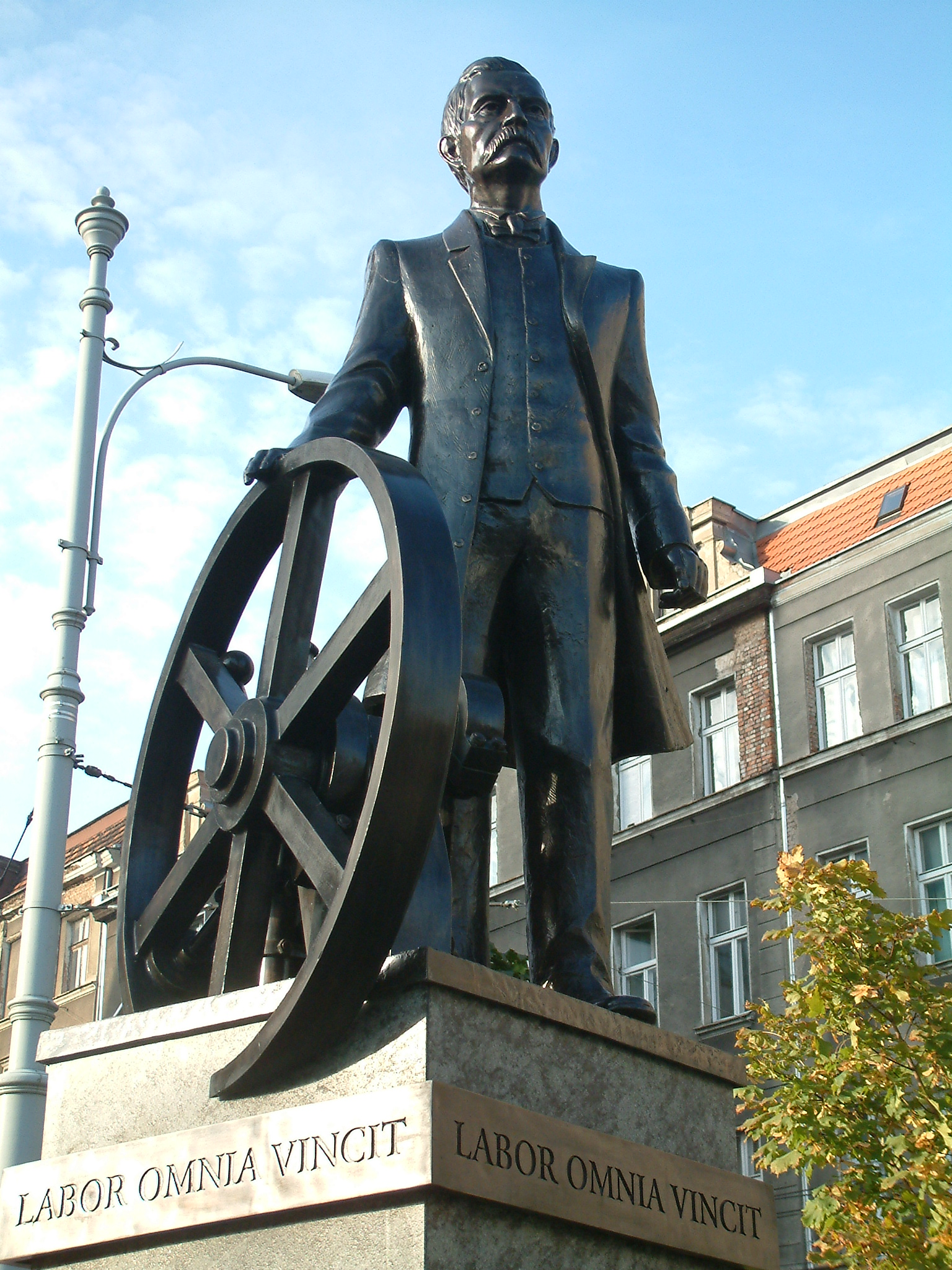
Pomnik Hipolita Cegielskiego w Poznaniu

Gaspar Józef Hipolit Cegielski (ur. 6 stycznia 1813 w Ławkach, zm. 30 listopada 1868 w Poznaniu) – polski filolog, przemysłowiec, działacz społeczny, dziennikarz i polityk.

## Życiorys
Urodził się w Ławkach koło Trzemeszna jako syn dzierżawcy majątku ziemskiego – Michała Cegielskiego i Józefy z Palkowskich. W dzieciństwie stracił matkę, a ojciec zbankrutował, co uznaje się za główną przyczynę dużej samodzielności młodego Hipolita. W latach 1827–1830 uczył się w Gimnazjum w Trzemesznie, a od 1830 do 1835 w Gimnazjum św. Marii Magdaleny w Poznaniu. Po zdaniu matury rozpoczął studia na Uniwersytecie Berlińskim, które ukończył broniąc pracę doktorską De negatione z filozofii.
Następnie wrócił do Poznania, gdzie został nauczycielem języka polskiego i języków starożytnych (greki i łaciny) w gimnazjum, którego był absolwentem. W 1841 ożenił się z Walentyną Motty (córką Jana Mottego i siostrą Marcelego); z tego małżeństwa miał troje dzieci: Stefana, Karolinę i Zofię. W tym czasie prowadził również intensywną pracę naukową publikując liczne artykuły z zakresu lingwistyki i dydaktyki, w tym rozprawę O słowie polskim i koniugacjach jego z 1842. Napisał też podręcznik do gramatyki języka greckiego (w 1843) i Naukę poezji (w 1845), która była wiele razy wznawiana.
Podczas niepokojów w 1846 odmówił władzom szkoły przeprowadzania kontroli mieszkań swoich uczniów, co zakończyło jego karierę nauczyciela. Deputowany do Pruskiego Zgromadzenia Narodowego. Pozbawiony środków do życia, dzięki pomocy przyjaciół otworzył w poznańskim Bazarze sklep z narzędziami rolniczymi, który następnie przekształcił w warsztat remontujący pługi i radła. Szybko rozwijający się zakład przekształcił się w małą fabrykę narzędzi i maszyn rolniczych, która w 1855 przeniosła się na ulicę Kozią. Następnie, gdy władze miejskie sprzeciwiły się dalszej rozbudowie, stale rosnący zakład częściowo przeniósł się w 1859 na ul. Strzelecką, gdzie powstała między innymi odlewnia.
Pomimo doskonale rozwijającego się przedsiębiorstwa Hipolit Cegielski nie zaprzestał pracy naukowej, wydając w 1852 poszerzone wydanie rozprawy O słowie polskim.... Był też jednym z pierwszych autorów literatury o tematyce technicznej wydając w 1858 Narzędzia i machiny rolnicze.
Działalność społeczną Hipolit Cegielski rozpoczął od współpracy z Karolem Marcinkowskim pełniąc w latach 1850–1868 funkcję wiceprezesa założonego przez niego Towarzystwa Pomocy Naukowej. Ważną rolę odegrał też w takich organizacjach jak Towarzystwo Przemysłowe Polskie w Poznaniu (współtwórca i prezes), Centralne Towarzystwo Gospodarcze (prezes w latach 1865–1868), Poznańskie Towarzystwo Przyjaciół Nauk (wiceprezes). Był również zwolennikiem reformy szkolnictwa średniego. Jego zasługą było powstanie szkoły realnej w Poznaniu.
W 1848 założył w Poznaniu pierwszy niezależny dziennik – „Gazetę Polską”, której był redaktorem naczelnym. Po jej upadku pisał do „Gońca Polskiego”.
Zmarł 30 listopada 1868 o godzinie 9:15 w Poznaniu. Opiekę nad majątkiem i nieletnimi dziećmi przekazał bliskiemu przyjacielowi, Władysławowi Bentkowskiemu.
Członek korespondent Galicyjskiego Towarzystwa Gospodarskiego (1863–1869).
Został pochowany na cmentarzu parafialnym św. Marcina (staromarcińskim) w Poznaniu, w bezpośrednim sąsiedztwie grobowca Karola Marcinkowskiego oraz swojej żony. Na pogrzebie specjalną kantatę okolicznościową odśpiewał chór pod batutą Bolesława Dembińskiego. Jego grób się nie zachował, gdyż Niemcy w czasie okupacji całkowicie zdewastowali nekropolię. W początku lat 80. XX wieku reporter Adam Kochanowski ustalił dokładne położenie mogiły Cegielskiego i podczas prac budowlanych przy ul. Towarowej, mogących zniszczyć pozostałości, wpłynął (wsparty przez prezydenta Andrzeja Wituskiego) na podjęcie decyzji o ekshumacji. W miejscu mogiły znaleziono kości, jednak ówczesne metody nie pozwalały na wiarygodną ich identyfikację. Przyjęto, że są to szczątki rodziny Cegielskiego. Obelisk wraz z ziemią z miejsca pochówku umieszczono na Cmentarzu Zasłużonych Wielkopolan, po jego rewitalizacji w 1981. W skromnej uroczystości, oprócz Wituskiego, Czesława Knolla (uczestnika Bitwy nad Bzurą) i drużyn harcerskich, nie wzięły udziału żadne znaczące osobistości. Zaproszenie na powtórny pogrzeb zignorowały także władze Zakładów Cegielskiego (delegacja HCP złożyła kwiaty kilka dni później).

## Upamiętnienie
Wizerunek Hipolita Cegielskiego widnieje na wyemitowanym w 1988 r. przez Pocztę Polską z okazji 142. rocznicy uruchomienia Zakładów Przemysłu Metalowego w Poznaniu znaczku pocztowym o nominale 20 złotych.
4 grudnia 1998 w Poznaniu utworzono Towarzystwo im. Hipolita Cegielskiego, stowarzyszenie, którego celem jest propagowanie pozytywistycznych tradycji pracy organicznej oraz upowszechnianie wiedzy o życiu i dokonaniach H. Cegielskiego.
W październiku 2012 Sejmik Województwa Wielkopolskiego nazwał rok 2013 rokiem Hipolita Cegielskiego. Sejm RP w grudniu 2012 przyjął okolicznościową uchwałę, związaną z 200. rocznicą narodzin Cegielskiego.
W 2013 r. z okazji dwusetnej rocznicy urodzin Hipolita Cegielskiego Narodowy Bank Polski wydał trzy upamiętniające go monety: złotą monetę kolekcjonerską o nominale 200 zł, srebrną monetę kolekcjonerską o nominale 10 zł oraz okolicznościową monetę o nominale 2 złotych wykonaną ze stopu nordic gold.

### Hipolit Cegielski w filmie
Postać Hipolita Cegielskiego występuje w polskim serialu historycznym Najdłuższa wojna nowoczesnej Europy (1979–1981) w reżyserii Jerzego Sztwiertni. Rolę tę grał Andrzej Seweryn.